# 카와다 유우
카와다 유우(일본어: 川田 祐 가와다 유[*], 1983년 3월 9일~)는 일본의 배우이자 성우이다. 라쿤독 보관소속이다.

## 출연작

### TV 아이치
- 토미카히어로 레스큐파이어 - 메구미 류마